# Lloyd Ellis
Lloyd Hastings Ellis (* 25. Januar 1920 in Pensacola, Florida; † 4. Mai 1994 ebenda) war ein US-amerikanischer Country- und Jazz-Gitarrist und Komponist.

## Leben und Wirken
Ellis begann seine Musikerkarriere in den 1930er Jahren, als er sich für die Musik von Django Reinhardt begeisterte. In seinem Geburtsort Pensacola trat er in der lokalen Radiostation WCOA auf; Ende der 1930er Jahre mit eigenem Trio in Mobile, Alabama. Anfang der 1940er Jahre wechselte er von der akustischen zur elektrischen Gitarre. Während des Zweiten Weltkriegs spielte er in der Band von George Liberace in der Truppenunterhaltung im Pazifik Music under the Stars. Nach Kriegsende zog er nach Los Angeles, um als Studio- und Nachtclubmusiker zu arbeiten. 1947 hatte er einen Auftritt im Jimmie-Davis-Film Louisiana als Mitglied der Sunshine Serenaders. Für Davis schrieb er auch mehrere Lieder; so ist er Koautor des Songs You Won't Be Satisfied This Way, den Jimmie Davis für Decca Records einspielte und der auch von Bill Monroe gecovert wurde.
Ellis zog dann nach Las Vegas, um als Mitglied des Trios von Red Norvo (mit Monk Montgomery) drei Jahre in Hotels zu spielen; anschließend war er in Hausbands verschiedener Nachtclubs tätig und begleitete gastierende Künstler wie Liza Minnelli, Ann-Margret, Barbara McNair, Mitzi Gaynor, Vic Damone, Steve Lawrence, Robert Goulet, Page Cavanaugh, Roger Williams, Phil Harris und Don Rickles. Daneben nahm er eine Reihe von Singles für Labels wie Capitol, Decca, Mercury, RCA, Carlton und Trey auf; 1960 spielte er das Album So Tall, So Cool, So There für Trey (TLP 902) ein. 1963 wirkte er bei Bill Cyrils’ Album Anytime…Anyplace mit. Ab 1974 gehörte er 14 Jahre der Jazzband von Pete Fountain an, die ein Engagement im Hilton Hotel in New Orleans hatte. In seinen letzten Jahren trat Lloyd Ellis mit eigenem Quartett in seinem Heimatort für die Pensacola Jazz Society auf. Eine Krebserkrankung beendete seine Karriere 1994.

## Diskographische Hinweise
- I Just Wanted to Play - The Musical Life of Lloyd Hastings Ellis (DVD)
- Fastest Guitar in the World (Carlton, 1958)
- Tommy Jackson and Lloyd Ellis: Guitar and Fiddle, Country Style (Mercury, 1965)